# Jemima Moore
Jemima Moore (Geelong, 18 de marzo de 1992) es una atleta paralímpica de Australia que compite principalmente en eventos de 4x100 m relevos en la categoría T53-54. Representó a Australia en los Juegos Paralímpicos de Pekín 2008 y Río 2016.

## Biografía
Nació en Geelong, Victoria. A la edad de seis años, colapsó debido a un raro virus espinal, afectando la parte baja de su espalda y causándole una paraplejia incompleta a largo plazo.

## Carrera deportiva

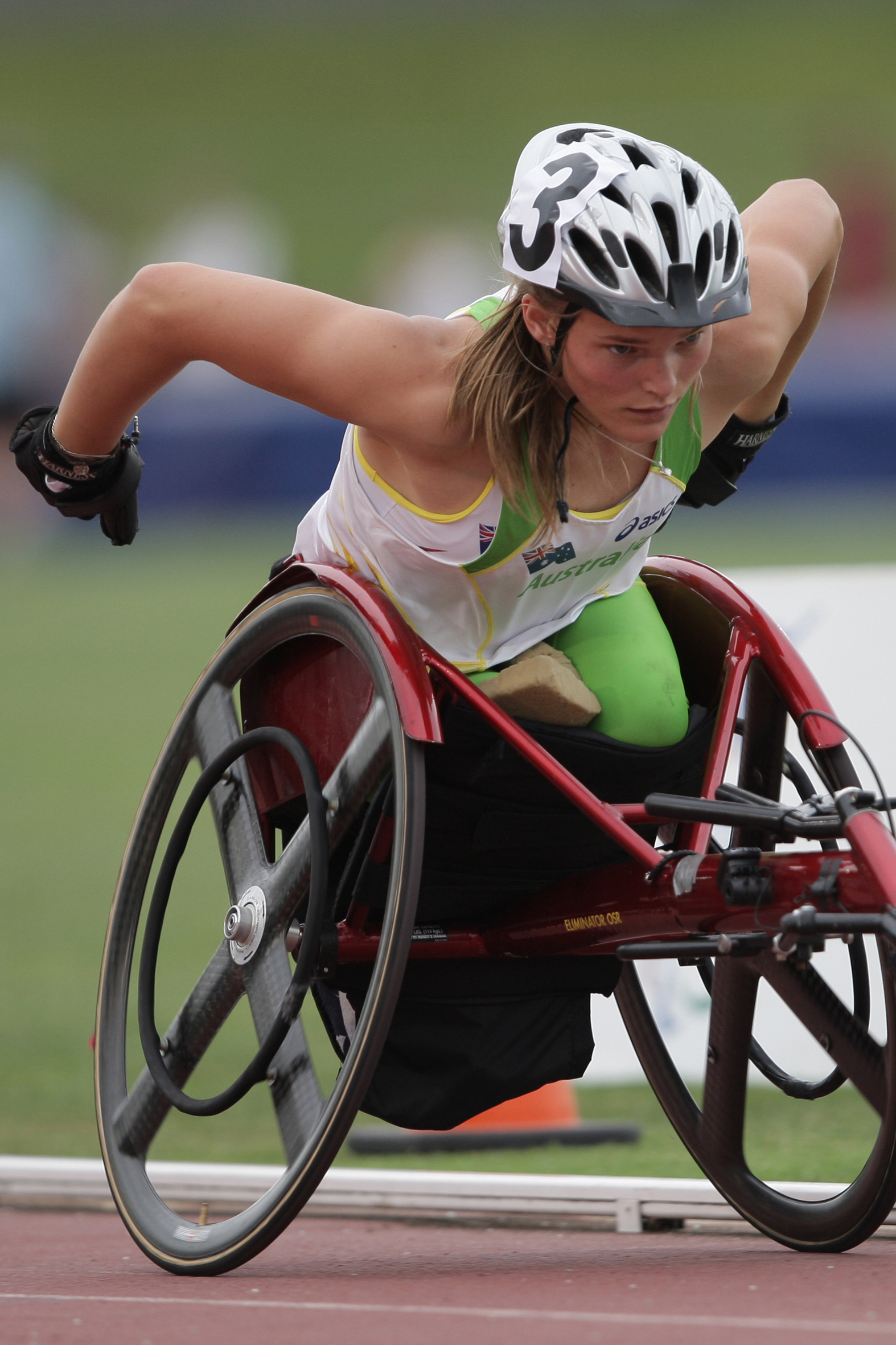
Jemima Moore en los Campeonatos Mundiales de 2011.

Compitió en los Juegos Paralímpicos de Verano 2008 en Pekín, China. Allí ganó una medalla de plata en la prueba de relevos 4x100 metros femenino en la categoría T53-54. También compitió en los 100 metros individuales para atletas T54, pero terminó tercera en su serie y no pudo avanzar a la final.
Moore también compitió en los Juegos Paralímpicos de Río 2016, donde ganó una medalla de plata en el relevo femenino de 4 × 400 m en la categoría T53-54. Terminó en 11.º posición en los 100 m T54 y 10.º los 800 m.
En el Campeonato Mundial de Para Atletismo de 2017 en Londres, Inglaterra, terminó décima en los eventos de 400 m T54, 800 m T53 y 1500 m T54. Moore fue una de las tres paratletas de Geelong, junto a Martin Jackson y Sam McIntosh, seleccionados para el Campeonato.